# Голант, Михаил Борисович
Михаи́л Бори́сович Го́лант (3 февраля 1923 — 7 февраля 2001) — доктор технических наук, профессор, лауреат Ленинской премии, Государственной премии СССР и Государственной премии Российской Федерации. Долгое время работал начальником отдела в НПО «Исток» (Фрязино, Московская область).

## Биография
Родился в Петрограде в еврейской семье из Витебска, которая в 1930 году переехала в Москву. Отец Борис Яковлевич (Борух Янкелевич) Голант (1887—?) был химиком-пищевиком, мать Елизавета Фаддеевна Голант — врачом. Племянник психиатра Раисы Яковлевны Голант и педагога Евгения Яковлевича Голанта.
Участвовал в Великой Отечественной войне в качестве старшего техника-лейтенанта сапёра, дважды кавалер ордена Красной Звезды.

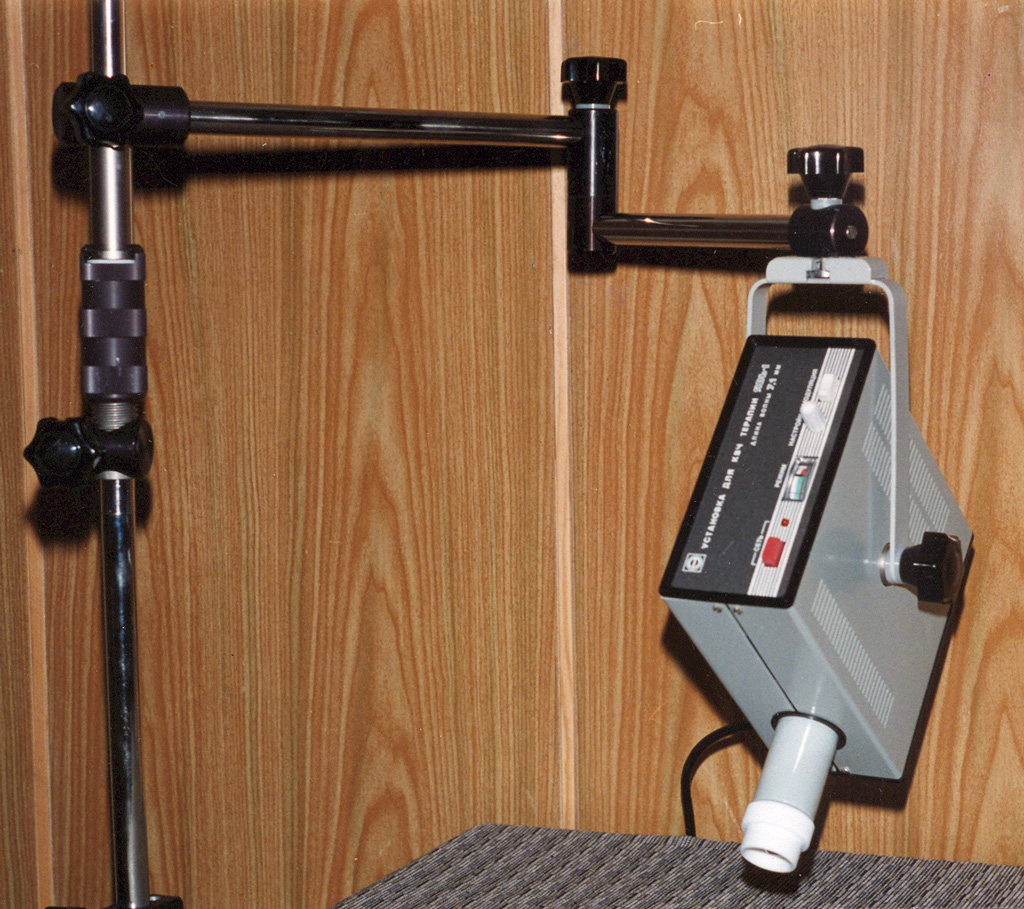
Аппарат для КВЧ-терапии «Явь-1», разработанный под руководством М. Б. Голанта

В 1951 году окончил Московский энергетический институт (выпускник кафедры электровакуумных приборов, ЭВП). В первые годы работы в НПО «Исток», М. Б. Голант занимался конструированием отражательных клистронов. Среди его разработок, посвященных конструированию приборов СВЧ электроники, — лампа обратной волны, впервые позволившая полностью перекрыть миллиметровый и субмиллиметровый диапазоны когерентными источниками излучения милливаттного уровня мощности.
М. Б. Голант также хорошо известен как разработчик теоретических основ и аппаратуры для КВЧ-терапии.
В 2000 году М. Б. Голанту в составе творческого коллектива, возглавляемого академиком Н. Д. Девятковым, «за разработку и внедрение аппаратуры для лечения и функциональной диагностики с использованием низкоинтенсивных электромагнитных колебаний в миллиметровом диапазоне длин волн» была присуждена Государственная премия Российской Федерации.

## Семья
- Брат — доктор медицинских наук Давид Борисович Голант (1921—1954), психиатр и военврач, участник Великой Отечественной войны, кавалер ордена Красной Звезды[14].
- Двоюродный брат — Виктор Евгеньевич Голант, физик.
- Жена — Людмила Евгеньевна Голант (урождённая Румянцева, 1925—2006), инженер НПК-2; в семье воспитывался сын от её первого брака за радиофизиком, доктором технических наук Исаем Абрамовичем Шехтманом (1925—1994) — Евгений Исаевич Голант (род. 1945), радиоинженер[15].